# イザイア・ペレス
イザイア・ペレス（Izaia Perese、1997年5月17日 - ）は、プレミアシップレスター・タイガースに所属するラグビー選手。かつてはラグビーリーグの選手だった。

## プロフィール
- オーストラリア・ブリスベン出身[1]。
- ポジションはウィング(WTB)、センター(CTB)。
- 身長 180cm、体重 95kg
- U20オーストラリア代表に選ばれたことがある[2]。
- オーストラリア代表キャップは3（2024年2月現在）でワールドカップ2023のオーストラリア代表に選ばれた[3]。

## 略歴
NSWクイーンズランド・カントリー、レッズ、バイヨンヌを経て、2021年、ワラターズに加入。
2024年、レスター・タイガースに加入。